# Cement glinowy
Cement glinowy – cement otrzymywany przez zmielenie boksytu z wapieniem, stopienie i ponowne zmielenie mieszanki. Cechuje go szybki przyrost wytrzymałości w pierwszych dniach po użyciu, podwyższona odporność na działanie wyższych temperatur. Z uwagi na znaczne (wyższe niż dla cementu portlandzkiego) ciepło hydratacji (wydzielanie ciepła podczas reakcji wiązania) można stosować go podczas betonowania zimą (przy temperaturze do –10 °C) bez specjalnych zabezpieczeń.